# Riečka (Banská Bystrica)
Riečka é um município da Eslováquia localizado no distrito de Banská Bystrica, região de Banská Bystrica.

## Demografia
| Ano:        | 1994 | 2004    | 2014    | 2024    |
| ----------- | ---- | ------- | ------- | ------- |
| Broj ljudi: | 522  | 604     | 764     | 868     |
| Razlika:    |      | +15,70% | +26,49% | +13,61% |

| Ano:               | 2023 | 2024   |
| ------------------ | ---- | ------ |
| Número de pessoas: | 873  | 868    |
| Diferença:         |      | -0,57% |